# Mercedes-Benz OM622/OM626
Mercedes-Benz OM622/OM626 — семейство рядных четырёхцилиндровых дизельных двигателей внутреннего сгорания концерна Daimler AG, являющееся результатом стратегического сотрудничества с альянсом Renault-Nissan. Выпускается с 2014 года.
Базовый вариант двигателя идентичен Renault R9M и производится компанией Renault на заводе в Клеоне (Франция). Далее он дорабатывается Mercedes-Benz на производственных мощностях в Бремене (Германия). Там силовой агрегат оснащается системой «старт-стоп», вспомогательным оборудованием (компрессор кондиционера и генератор), специальным двойным маховиком, модифицированным блоком управления с дополнительными функциями и системой обработки выхлопных газов.

## История
Двигатель Mercedes-Benz OM626 был представлен на автомобиле C-класса в 2014 году. В том же году была представлена модификация для установки поперечно в микроавтобусы, получившая имя OM622.

## Описание
Mercedes-Benz OM622 и OM626 представляют собой семейство рядных четырёхцилиндровых поршневых дизельных двигателей с рабочим объёмом в 1598 см3 и системой непосредственного впрыска с технологией Common Rail (c давлением до 1600 бар). Диаметр цилиндров составляет 80 мм, ход поршня равен 79,5 мм. Расстоянием между цилиндрами — 88 мм. Степень сжатия — 15,4:1. Картер двигателя изготовлен из чугуна, головки блока цилиндров из алюминиевого сплава. ОМ626 и Renault R9M являются одними из первых в мире дизельных двигателей для легковых автомобилей, оснащённых стальными поршнями вместо алюминиевых. В таком виде их поставляет компания Mahle GmbH. Газораспределительный механизм — DOHC с четырьмя клапанами на цилиндр и двумя верхними распределительными валами.
Двигатель оснащается турбонагнетателем на выхлопных газах с изменяемой геометрией (VTG). Диаметр ротора турбины равен 37,5 мм. Регулировку положения направляющих лопаток берёт на себя вакуумная камера, которая управляется при помощи электро-пневматического преобразователя давления блока управления двигателем.
Двигатель оснащается системой рециркуляции отработавших газов EGR. Выхлопные газы попадают в фильтр твёрдых частиц, охлаждаются и вновь подаются к компрессору. Последующая обработка производится при помощи селективного нейтрализатора (SCR). Благодаря этому и иным решениям двигатель соответствует нормам экологического стандарта Евро-6.

### OM626
Силовой агрегат Mercedes-Benz ОМ626 устанавливается продольно в сочетании с приводом на задние колёса. Он предлагается в двух уровнях производительности: 85 кВт (115 л.с.) и 280 Н·м крутящего момента и 100 кВт (136 л.с.) и 320 Н·м крутящего момента. Заявленный расход топлива на 100 км пути составляет 4,3 литра в комбинированном цикле.

### OM622
Двигатель OM622 является модификацией OM626 с пониженными характеристиками производительности, специально разработанный для применения в микроавтобусах. Рабочий объём остался без изменений, однако изменилась компоновка, благодаря чему силовой агрегат устанавливается поперечно с приводом на передние колёса. Мощность двигателя понизилась и варьируется от 65 до 84 кВт.
OM622 применяется на автомобилях Mercedes-Benz Vito.

## Технические характеристики

### OM626

#### DE16 LA red.
| Модель | Автомобиль | Годы выпуска |
| --- | ---------- | ------------ |
| Рабочий объём: 1598 см3, мощность: 85 кВт (115 л.с.) при 3000–4600 об/мин, крутящий момент: 280 Н·м при 1500–2800 об/мин |            |              |
| C 180 BlueTEC | W/S 205    | 2014–2015    |
| C 180 d | W/S 205    | с 2015       |

#### DE16 LA
| Модель | Автомобиль | Годы выпуска |
| --- | ---------- | ------------ |
| Рабочий объём: 1598 см3, мощность: 100 кВт (136 л.с.) при 3800 об/мин, крутящий момент: 320 Н·м при 1500–2600 об/мин (АКПП) крутящий момент: 300 Н·м при 1500–3000 об/мин (МКПП) |            |              |
| C 200 BlueTEC | W/S 205    | 2014–2015    |
| C 200 d | W/S 205    | с 2015       |

### OM622

#### DE16 LA
| Модель | Автомобиль         | Годы выпуска |
| --- | ------------------ | ------------ |
| Рабочий объём: 1598 см3, мощность: 65 кВт (88 л.с.) при 3800 об/мин, крутящий момент: 230 Н·м при 1500–2000 об/мин  |                    |              |
| 109 CDI | Mercedes-Benz Vito | 2014–2015    |
| Рабочий объём: 1598 см3, мощность: 84 кВт (114 л.с.) при 3800 об/мин, крутящий момент: 270 Н·м при 1500–2500 об/мин |                    |              |
| 111 CDI | Mercedes-Benz Vito | 2014–2015    |